# Османие (ил)
Османие (тур. Osmaniye) — ил на юге Турции.
Османие стала провинцией в 1996 году. Административный центр — город Османие.
6 февраля 2023 года, в результате мощного землетрясения, в провинции погиб 991 человек.

## География
Ил Османие граничит с илами Хатай, Газиантеп, Адана, Кахраманмараш.

## Административное деление
Ил разделён на 7 округов:
1. Бахче (Bahçe)
2. Дюзичи (Düziçi)
3. Хасанбейли (Hasanbeyli)
4. Кадирли (Kadirli)
5. Османие (Osmaniye)
6. Сумбас (Sumbas)
7. Топраккале (Toprakkale)

## Культура
- Фестиваль борьбы Каракучак, проводится в Кадирли (25-26 мая)

## Достопримечательности
- Каратепе
- Асланташ
- Кадирли
- древние города-крепости Кастабала и Хемите, а также развалины крепостей Френк (Чардак), Топраккале, Савранда (Кайпак).